# 普罗维登斯 (犹他州)
普罗维登斯（英語：Providence）是美国犹他州卡什县下属的一座城市。建市于1859年，面积大约为3.79平方英里（9.8平方公里），海拔约为4,596英尺（1,401米）。根据2010年美国人口普查，该市有人口7,075人。